# 6681 Prokopovich
6681 Prokopovich eller 1972 RU3 är en asteroid i huvudbältet som upptäcktes den 6 september 1972 av den sovjetisk-ryska astronomen Ljudmila Zjuravljova vid Krims astrofysiska observatorium på Krim. Den har fått sitt namn efter Feofan Prokopovitj.
Asteroiden har en diameter på ungefär 4 kilometer.